# Wilhelm-Hauff-Preis
Der Wilhelm-Hauff-Preis ist ein Literaturpreis zur Förderung von Kinder- und Jugendliteratur.
Der Preis ist nach dem deutschen Schriftsteller Wilhelm Hauff (1802–1827) benannt, der durch seine Märchen und Erzählungen bekannt wurde.

## Preisverleihungen
| Jahr | Autor/in        | Titel des Werks           |
| ---- | --------------- | ------------------------- |
| 1978 | Susan Cooper    | Wintersonnenwende         |
| 1979 | Astrid Lindgren | Die Brüder Löwenherz      |
| 1980 | Michael Ende    | Die unendliche Geschichte |
| 1985 | Susan Varley    | Leb wohl, lieber Dachs    |